# بيسي جونز
بيسي جونز (بالإنجليزية: Bessie Jones)‏ هي مغنية أمريكية، ولدت في 8 فبراير 1902 في سميثفيل في الولايات المتحدة، وتوفيت في 17 يوليو 1984 في برونزويك في الولايات المتحدة بسبب ابيضاض الدم.

## وصلات خارجية
- بيسي جونز على موقع IMDb (الإنجليزية)
- بيسي جونز على موقع ميوزك برينز (الإنجليزية)
- بيسي جونز على موقع أول ميوزيك (الإنجليزية)
- بيسي جونز على موقع ديسكوغز (الإنجليزية)